# 鈴木雅哉
鈴木 雅哉（すずき まさや、1975年 - ）は、日本の実業家、株式会社MonotaRO代表執行役社長。

## 人物・経歴
1975年、埼玉県生まれ。1998年3月、立教大学社会学部社会学科卒業。同年4月、住友商事入社。MonotaRO（旧住商グレンジャー）設立に伴い社内ベンチャーメンバーに選出され出向。2006年株式上場と同時に住友商事に戻るも、インターネットビジネスの可能性を感じて楽天に転職。一年後の2007年、MonotaROに入社し、執行役マーケティング部長を経て、2012年3月より代表執行役社長。
MonotaROは、サービスの拡大に加え、海外事業の展開など飛躍的な成長を続けているが、2018年に同社は一橋大学より2018年度「ポーター賞」を受賞するなど、社会的な評価も獲得し、経営者として実績を上げている。